# Колелото на живота
Колелото на живота е сцена пресъздаваща цикъла на човешкия живот. Мотивът се среща както в религиозното, така и в светското изкуство. Колелото на живота пресъздава както биологичния кръговрат на живота, така и духовните проявления.

## Религиозна концепция
„Колелото на живота“ е концепция, спомената в християнския Нов завет в Яков 3 § стих 6.
| „ | И езикът е огън, светът на неправдата. Между нашите части езикът е, който опетнява цялото тяло и запалва колелото на живота, а сам той се запалва от пъкъла. | “ |

### В България
Най-популярният в България стенопис „Колелото на живота“ се намира в Преображенския манастир, дело на Захарий Зограф Същият е изобразен и на българската банкнота от 100 лв., емисия 1991 г. Темата в българското православно изкуство е популярна сред Зографовата школа. Намира изява в следните храмове и сдания:
| Изображение | Година      | Църква                                        | Местоположение                                                        | Информация |
|             | 1849 – 1851 | Преображенски манастир „Дева Мария“           | В Дервентския пролом на река Янтра, на 7 км северно от Велико Търново | Върху южната външна стена. Във външния кръг са материалните неща, към които човек се стреми до зрелостта си и са изобразени до върха на колелото. Следва спускането, през което всичко изчезва и настъпва старостта. Във вътрешния кръг са духовните неща, които се трупат и създават богатството на душата – за хармонията и покоя в старостта, без угризения и страх. |
|             | 1597        | Църква „Рождество Христово“                   | Арбанаси                                                              | Най-старият образец на „колелото на живота“ в България. |
|             | 1836        | Батошевски манастир „Успение Богородично“     | На 17 km южно от Севлиево.                                            | |
|             | 1851        | Шипочанската църква                           | Шипочане                                                              | На стенописа е изобразен Христос и колелото на живота със зодиакални знаци |
|             | 1861        | Църква „Св. Йоан Предтеча“                    | с. Карабунар                                                          | |
|             | 1878        | Храм „Успение Богородично“                    | с. Пчелище                                                            | Втората църква в България с изрисувано „Колело на живота“. Стенописа се намира на външна стена. В горната му част е изписано: „Този свят като туй колело. Тъй са превърта света както колелото. Направиса въ 1878 г.“ 1926 г. е „поправена“ и първоначалният слой не е известен.                                                                                        |
|             |             | Бельова църква „Рождество Богородично“        | В близост до Самоков                                                  | Колелото на живота е изографисано със зодиакалните знаци. Дело на Зографовата школа. |
|             |             | Рилски манастир „Дева Мария“                  | Община Рила                                                           | |
|             |             | Троянски манастир „Успение Богородично“       | Троян                                                                 | |
|             |             | Бачковски манастир „Успение Богородично“      | с. Бачково                                                            | |
|             |             | Благоевградска църква „Въведение Богородично“ | Благоевград                                                           | В четирите краища, отбелязващи слънцестоенията, има часовници, които фиксират конкретно време. Те разделят месеците от сезоните. Стенопис от Михалко Голев. |
|             |             | Църква „Св. Петка“                            | с. Чуйпетлово                                                         | |
|             |             |                                               | с. Малък Покровец                                                     | |
|             |             | Белащенски манастир                           | Западните Родопи, близо до село Белащица                              | |
|             |             | Църногорски манастир                          |                                                                       | |

### По света
| Изображение | Година | Църква                    | Местоположение | Информация |
|             | 548    | Базилика „Сан Витале“     | Равена, Италия | Колелото на живота пресъздаващо жизнения път на човека – мозайка, в която Исус Христос е представен в образа на агнец, а във втория кръг на „Дървото Йесеево“ той е поддържан от 4 ангела с вдигнати ръце |
|             | 12 век | Църква „Света Мария“      | Кемпли, Англия | Стенопис |
|             | 17 век | Будитскти манастир Bardan | Индия          | Стенопис тханка |

## Светско изкуство
- Лековата къща, Панагюрище
- „The Cycle of Life“ (1883 – 1885), худ. Йохан фон Канон, Австрия